# No More Heroes (musikalbum)
No More Heroes var The Stranglers andra album producerat av Martin Rushent och släppt 1977. Omslaget är en krans placerad på en kista med flera råttsvansar (som var lite av en varumärke för The Stranglers). Titelspåret blev dessutom en av The Stranglers största hitar.

## History and structure
Albumet består av några spår som blev över från inspelningen deras föregående album Rattus Norvegicus tillsammans med en del nytt material. I sin bok The Stranglers: Song by Song skriver Hugh Cornwell att faktumet att de tre första spåren på skivan sjungs av tre olika sångare är en blinkning till klassiska skivan Revolver av The Beatles.
Två singlar släpptes från albumet titelspåret "No More Heroes" och en singel med på A-sidor med låtarna "Something Better Change" och en låt som inte fanns med på skivan "Straighten Out". Ytterligare en singel med låtar som inte var med på albumet "Five Minutes"/"Rok It To The Moon" släpptes senare på året. Albumet återutgavs på CD 2001 och du fanns dessa tre extralåtar med.
Albumet titelspår blev en av bandets största hitar och i texten hyllas flera av bandets historiska hjältar: Lev Trotskij, Sancho Panza, Lenny Bruce och Elmyr de Hory.

## Låtlista
1. "I Feel Like A Wog"†
2. "Bitching"‡
3. "Dead Ringer"§
4. "Dagenham Dave"‡
5. "Bring On The Nubiles"†
6. "Something Better Change"‡
7. "No More Heroes"†
8. "Peasant In The Big Shitty"§
9. "Burning Up Time"‡
10. "English Towns"‡
11. "School Mam"†
12. "Straighten Out"† (CD bonus track)
13. "Five Minutes"‡ (CD bonus track)
14. "Rok It To The Moon"† (CD bonus track)

## Inblandade personer

### Musiker
- Hugh Cornwell: gitarr, sång†
- Jean-Jacques Burnel: basgitarr, sång‡
- Dave Greenfield: klaviaturinstrument (Hammond-orgel, Hohner Cembalet, elpiano, Minimoog), sång§
- Jet Black: trummor

### Techniker
- Martin Rushent: producent
- Alan Winstanley: ljudtekniker